# Karl Pilkington
Karl Pilkington (Manchester, 23 settembre 1972) è un conduttore televisivo, conduttore radiofonico, attore e scrittore britannico.
È noto soprattutto per il programma televisivo documentaristico Scemo di viaggio (An Idiot Abroad), e per The Ricky Gervais Show, programma radiofonico, podcast e serie animata, tutti realizzati in collaborazione con Ricky Gervais e Stephen Merchant.

## Filmografia

### Cinema
- Il primo dei bugiardi (The Invention of Lying), regia di Ricky Gervais e Matthew Robinson (2009)
- L'ordine naturale dei sogni (Cemetery Junction), regia di Ricky Gervais e Stephen Merchant (2010)
- Chingari, regia di Harsha (2012)

### Televisione
- Extras – serie TV, 1 episodio (2007)
- The Ricky Gervais Show – serie TV, 39 episodi (2010-2011) – voce
- Derek – serie TV, 8 episodi (2012-2014)
- Sick of It - serie TV, 12 episodi (2018-2020)
- Ludwig – serie TV, 2 episodi (2024)

## Programmi televisivi
- Scemo di viaggio (An Idiot Abroad) – documentario, 20 puntate (2010-2012)
- Il rumore della vita (The Moaning of Life) – documentario, 11 puntate (2013-2015)

## Libri
Dopo aver abbandonato l'attività di produttore radiofonico presso il canale XFM, Pilkington ha scritto una serie di libri:
- The World of Karl Pilkington (2006)[1]
- Happyslapped by a Jellyfish (2007)[2]
- Karlology: What I've Learnt So Far (2008)[3]
- An Idiot Abroad: The Travel Diaries of Karl Pilkington (2010)[4] – correlato al programma Scemo di viaggio
- The Further Adventures of An Idiot Abroad (2012)[5] – correlato al programma Scemo di viaggio
- The Moaning of Life: The Worldly Wisdom of Karl Pilkington (2013)[6] – correlato al programma Il rumore della vita